# Haapajärvi (Janakkala, Egentliga Tavastland, Finland)
Haapajärvi eller Haapaniemenjärvi är en sjö i Finland. Den ligger i kommunen Janakkala i landskapet Egentliga Tavastland, i den södra delen av landet, 80 km norr om huvudstaden Helsingfors. Haapajärvi ligger 80,9 meter över havet. Arean är 3,73 kvadratkilometer och strandlinjen är 16,89 kilometer lång. Sjön  ingår i Kumo älvs huvudavrinningsområde. 